# Маково
 Тази статия е за селото в България.  За едноименното село в Република Македония вижте Маково (Община Новаци).  
Маково е село в Североизточна България. То се намира в община Търговище, област Търговище. До 1934 година името на селото е Кочашлии.

## История
По предания, селото е още от времето на османската власт, първата къща е била на турски бей. До Освобождението от турско иго цялото му население е било мохамеданско, имало е само един българин християнин – това е бил слугата на бея, негов кочияш. Първият заселник българин в селото е дошъл след освобождението от турско иго – това е бил Чакър Колю – бакалин от Ески Джумая. Селото през тези години е подложено на серия нападения от българи, жители на разградското село Арнаут, днес село Пороище. В тези нападения активно участие е вземал Димитър Неделчев, който станал първият християнин, заселил се трайно тук. Последван е от Петко Табачковлията. Така започнал процесът на изселване на турците мохамедани и заселването на селото с българи християни. Част от българите заселници като братята Миневи идват от Дряновските и Тревненските махали, те си застрояват едноименни махали в селото. Някои от заселниците са били от тревненската махала Коевци миневи. Селото строи своя църква, посещавана и от жители на съседни села, които са били почти изцяло турски и в които е нямало църкви.
1899 г. – е създадено училище с първи даскал Добри Иванов Чолаков, пазарен, според летописната книга на училището, за 300 лв. месечно – по 150 лв. в пари и 150 лв. в натура. Преди това, от 1895 г. на децата – около 80, преподавал Даскал Кънчо в църквата или в някой дюкян. През 1927 т. жителите на селото строят нова сграда на училището. Преди 1944 г. то е притежавало 900 дка. земеделска земя.
1883 г. – първи кмет на селото става Георги Раданов.
1909 г. – е построена мелница край селото. Години по-късно и маслобойна в центъра на селото.
1913 г. – е началото на читалищната дейност. Читалището е било помещавано в помещение към църквата.
1915 г. – е създадена кредитна кооперация „Жетвар“, станала основа за създаването на Трудово- кооперативната земеделска кооперация през 1951 г.
1930 г. – Властта прави оземляване на безимотните, макар че имало много спорове дали то е било справедливо.
1919 г. – Петима жители с леви убеждения 8никола милушев, атанас колев тодор добрев витан славов и др./създават структура на БРП /к/, която след 1923 г. губи връзка с висшестоящата организация и се разтурва.
1931 г. – 9 души от селото възстановяват организацията на БРП /к/.
1931 г. – 5 души /сред които Никола Милушев, Атанас Колев, Тодор Добрев, Витан Славов и др. /основат структура на Младежката работническа партия /РМС/. На изборите за кмет през 1927 г. лявата опозиция дори печели изборите, но управляващите бламират резултатите.
1919 г. – Своя партийна структура БЗНС създават и земеделците от селото.
В началото на 50-те години на 20 век селото е електрифицирано. След създаването на ТКЗС кооперативът със свои средства построява сравнително голяма за региона сграда на читалище. Основан е и футболен отбор.
До 70-те години на 20 век, когато в Маково се заселват няколко рода помаци от Родопите, тук живеят само православни българи и няколко семейства мигриращи цигани. С течение на времето броят на местните жители православни намалява и управлението на селото се поема от преселниците, които в края на 20 век са преобладаващо население.
Селото е в район, в който се намират развалини от укрепителната линия между крепостите при Опака, Садина и Войвода. Според намерената керамика, стъкло и метални предмети и др. развалините между село Маково и село Сейдол са определени като ранно-византийски от 5-7 век и са функционирали през късната античност – във връзка с град Абритус.

## Население
Численост на населението според преброяванията през годините:
| \| Година на преброяване \| Численост \| \| --------------------- \| --------- \| \| 1934 \| 706 \| \| 1946 \| 683 \| \| 1956 \| 567 \| \| 1965 \| 454 \| \| 1975 \| 248 \| \| 1985 \| 337 \| \| 1992 \| 353 \| \| 2001 \| 319 \| \| 2011 \| 292 \| \| 2021 \| 254 \| |           |
| Година на преброяване | Численост |
| 1934 | 706       |
| 1946 | 683       |
| 1956 | 567       |
| 1965 | 454       |
| 1975 | 248       |
| 1985 | 337       |
| 1992 | 353       |
| 2001 | 319       |
| 2011 | 292       |
| 2021 | 254       |

### Етнически състав
Преброяване на населението през 2011 г.
Численост и дял на етническите групи според преброяването на населението през 2011 г.:
|                     | Численост | Дял (в %) |
| Общо                | 292       | 100.00    |
| Българи             | 205       | 70.20     |
| Турци               | 58        | 19.86     |
| Цигани              | 0         | 0.00      |
| Други               | 3         | 1.02      |
| Не се самоопределят | 24        | 8.21      |
| Неотговорили        | 2         | 0.68      |

## Религии
До 1970-те години – само православие. Селото е имало църква, построена в началото на миналия век, вече порутена. В днешни дни в селото има построена нова джамия. По-голямата част от населението изповядва ислям.